# Hematuria
La hematuria es la presencia de sangre en la orina, una afectación frecuente en medicina humana. El color de la orina puede variar desde el color rojo sangre (o rojo vivo) hasta el color café (popularmente descrito como de bebida cola), dependiendo de si esta sangre es fresca o ha sido transformada en hemoglobina ácida por efecto del pH urinario.
La orina en condiciones normales no posee sangre. Se acepta como máximo un número de 1 o 2  hematíes por campo en el sedimento de orina centrifugada, o hasta 5 hematíes por campo en mujeres. Lo cual no produce cambios en la coloración de la orina, dado que la sangre se torna macroscópica cuando hay 100 o más hematíes por campo en el mayor aumento.
Otras causas frecuentes de coloración rojiza de la orina son la hemoglobinuria, mioglobinuria, la ingesta de remolacha y el uso de laxantes que contienen fenolftaleína.

## Clasificación
Según el color de la orina

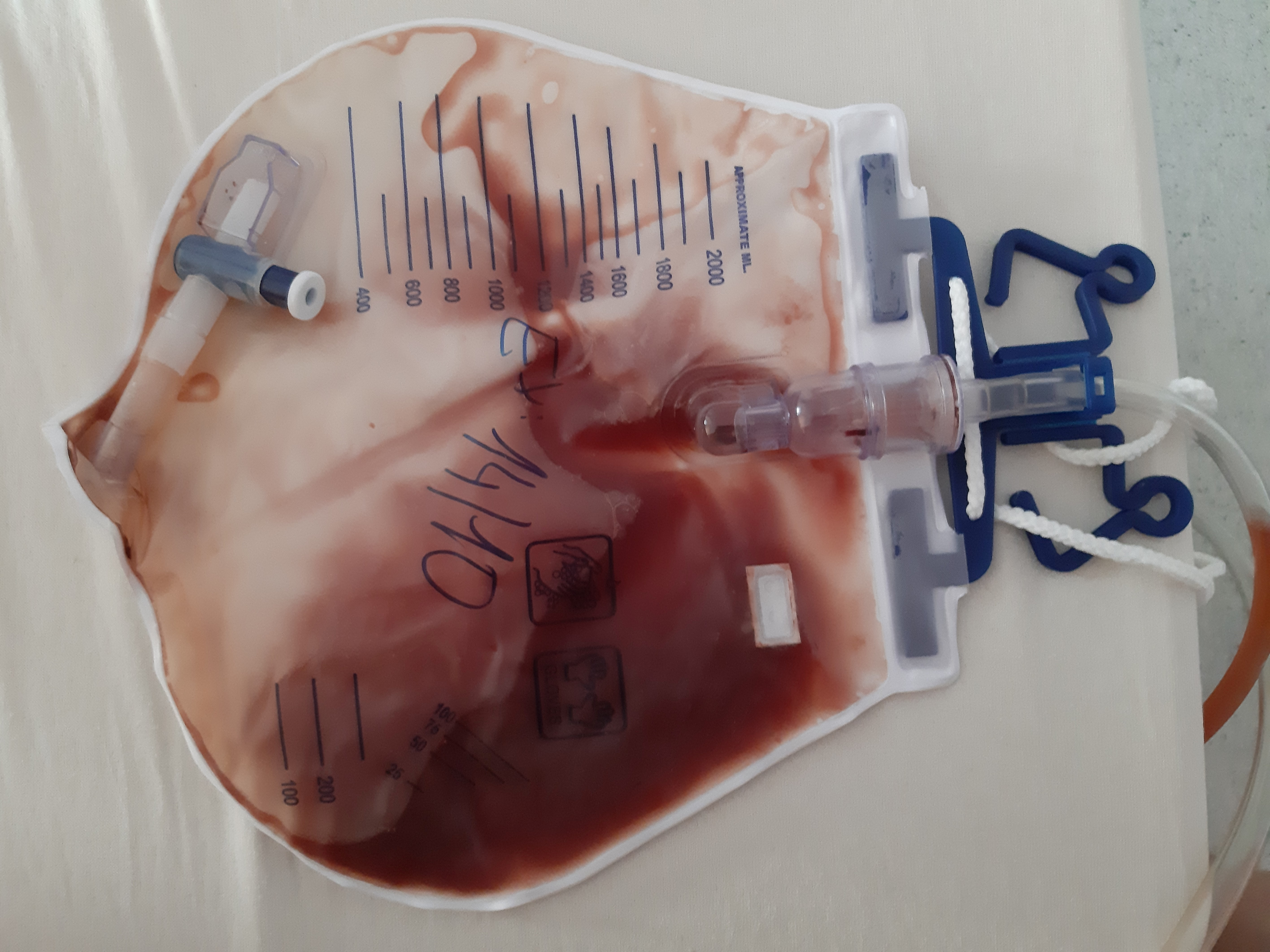
Hematuria postrenal - Presencia de sangre en la orina debido a daño en uretra o próstata

- Hematuria macroscópica: la orina se observa de color rojiza. También denominada hematuria "franca" o "gruesa".
- Hematuria microscópica: el color de la orina es normal (amarilla), pero el examen de sangre en la orina es positivo. Hay pequeñas cantidades de sangre, visibles solo por uroanálisis o por un microscopio óptico. Aunque es posible que la tira química para el examen de la orina de falsos positivos, que son el resultado de, entre otros, la presencia de hemoglobina o mioglobina.

Según el pigmento que tiña la orina
- Hematuria verdadera: producida por los glóbulos rojos.
- Hematuria falsa: algunos medicamentos, alimentos (como la betarraga), pigmentos biliares o hemáticos pueden colorear de rojo la orina, sin que haya lesión del aparato urinario. Por ejemplo: la porfirinas en la porfiria; o la hemoglobina (solo el pigmento rojo, no los glóbulos rojos).

Según el momento de la micción en que se presente
- Hematuria inicial: Cuando solamente la primera parte de la orina emitida está coloreada. Es común en las lesiones de la uretra posterior y la próstata. La orina es de color rojo al comienzo de la micción y después se aclara. La causa de la hemorragia suele estar en el marco distal del esfínter vesical, es decir, desde el cuello de la vejiga hasta la salida uretral, incluyendo la vagina, la vulva, el pene o el prepucio.
- Hematuria terminal: Cuando la parte final de la micción está coloreada. Las enfermedades de la vejiga pueden sangrar de esta manera. La orina es de color rojizo al final de la micción.
- Hematuria total: Cuando las lesiones vesicales sangran profusamente y el sangrado es de principio a fin de la micción. La orina es de color rojo durante toda la micción; por lo general, es la causa más frecuente de hematuria macroscópica y la causa de la hemorragia suele ser por encima del cuello de la vejiga, bien la vejiga misma, los uréteres o el riñón.

## Etiología

### Causas renales
Los glóbulos rojos pueden proceder de los glomérulos renales. En este caso se someten a cambios durante el periodo de transición dentro de los túbulos renales, por lo que en el examen microscópico del sedimento urinario se ven hematíes mal conservados. En este caso la hematuria glomerular por lo general es consecuencia de un daño al glomérulo, tal como una glomerulonefritis:
- Glomerulonefritis posestreptocócica
- Glomerulonefritis IgA (Enfermedad de Berger)
- Glomerulonefritis membranoproliferativa
- Glomerulonefritis semilunar o crescéntica

Los glóbulos rojos de los riñones pueden unirse entre sí y formar cilindros de sangre, lo que suele ser patognomónico de la hematuria glomerular y, por tanto, de la glomerulonefritis. El diagnóstico se basa en el interrogatorio que detecta las características del sangrado, la ecografía renal, que logra excluir otras causas, las características de los glóbulos rojos en el momento del examen microscópico del sedimento urinario. Un análisis más profundo puede requerir de biopsia renal.
La presencia de macrohematuria glomerular es un síntoma que debe considerarse cuidadosamente, ya que por su probable asociación con la activación de una glomerulonefritis puede conducir a insuficiencia renal aguda y otros síntomas graves.

#### Causas renales no glomerulares

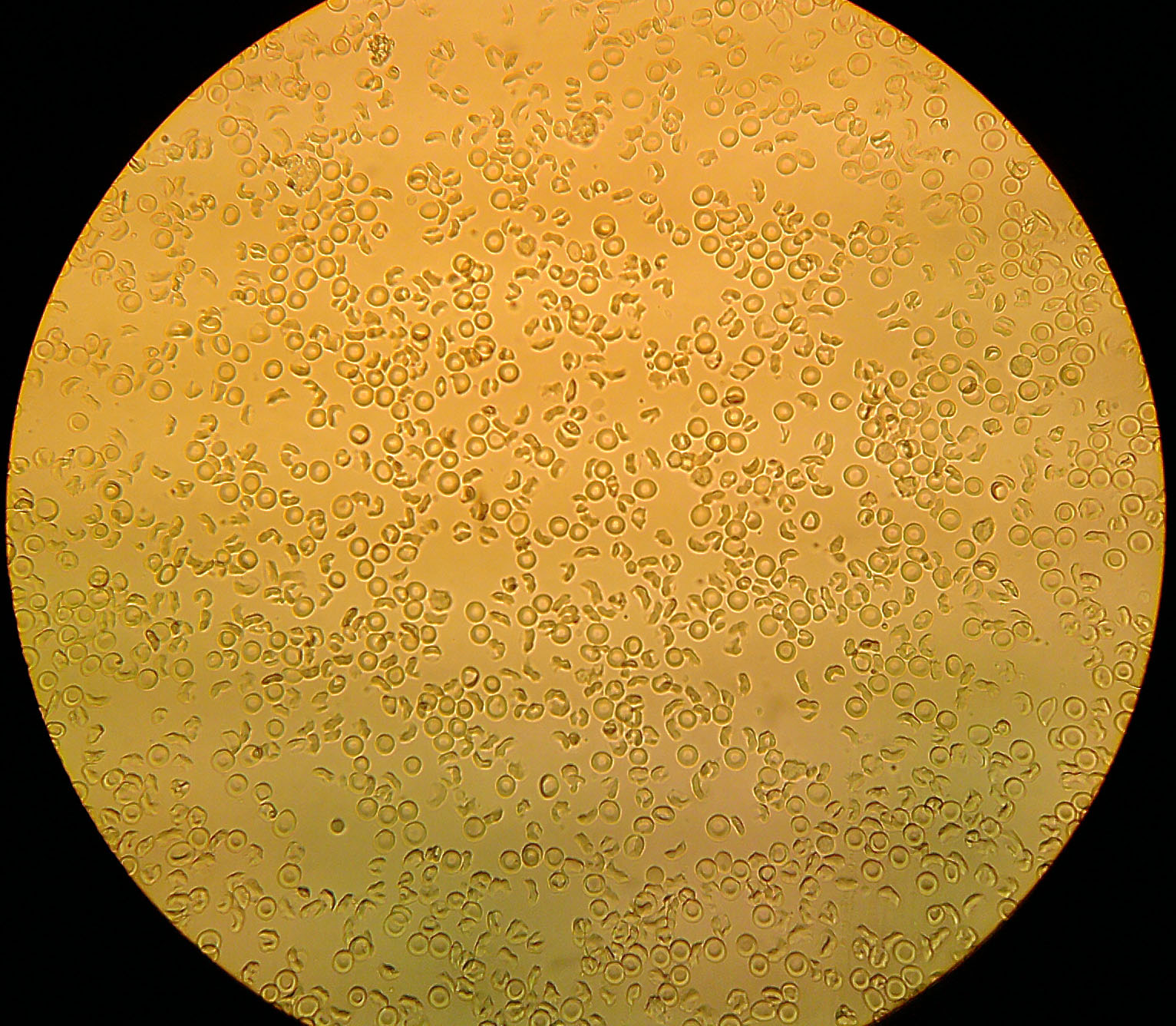
Aspecto al microscopio de una hematuria macroscópica de origen no glomerular, los glóbulos rojos presentan un aspecto conservado y normal.

Más raramente, la hemorragia renal es causada por la ruptura de un quiste. Esto sucede especialmente en individuos con riñón poliquístico y, aunque es solo en raras ocasiones, el sangrado en estos casos puede ser muy abundante. El sangrado renal también puede ser debido a un tumor renal, aunque por lo general, en este caso, es una hematuria microscópica.
Una causa igualmente rara de hemorragia es la necrosis de las papilas renales, fundamentalmente por el abuso de analgésicos y la anemia drepanocítica. En los casos de ruptura de los quistes, el cáncer renal y la necrosis papilar, las células no suelen ser objeto de modificaciones durante el paso por los túbulos renales y, por tanto, normalmente se ven glóbulos rojos bien conservados bajo el microscopio.
Hay otras causas poco frecuentes de la hematuria de origen renal, como la compresión de la vena renal izquierda (síndrome de cascanueces). En este trastorno, con frecuencia una malformación benigna, la vena renal izquierda queda apretada entre la aorta abdominal y arteria mesentérica superior. Con un poco de imaginación, la aparición en la arteriografía de este síndrome suele recordar un cascanueces. El diagnóstico se sospecha con la ecografía renal y es confirmado por la venografia o Angio-Resonancia Magnética Nuclear abdominal. Ocasionalmente este síndrome se asocia con hematuria, dolor de espalda y, a veces, la proteinuria.
El dolor lumbar bajo que cursa con hematuria, un síndrome caracterizado por microhematuria, o en ocasiones macroematuria con glóbulos rojos mal conservados y dolor en flanco, por lo general en la articulación costo-vertebral, común en las mujeres jóvenes y de causas desconocidas. El diagnóstico es en gran parte por la exclusión de otras enfermedades.
La hipercalciuria (es decir, la excesiva eliminación de calcio en la orina) y la hiperuricosuria (es decir, la eliminación del exceso de ácido úrico en la orina) puede causar una insuficiencia renal con microhematuria, pero con glóbulos rojos bien conservados. El diagnóstico es la determinación de calcio y ácido úrico en la orina emitida en 24 horas, después de excluir otras enfermedades con las investigaciones diagnósticas correspondientes.
Otras causas urológicas no glomerulares incluyen:
- Traumatismo
- Nefritis intersticial
- Tuberculosis renal

### Causas pélvicas o ureterales

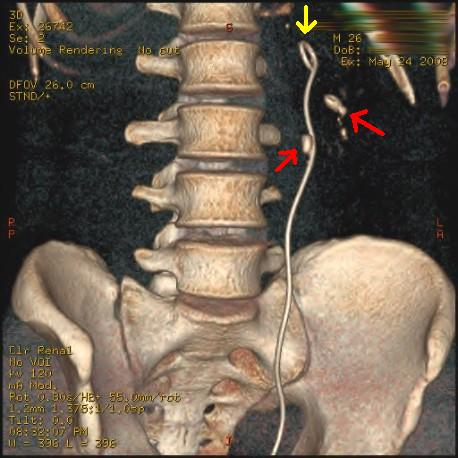
Tomografía tridimensional reconstruida mostrando un catéter "doble J", que comunica la pelvis renal con la vejiga (riñón izquierdo, indicado por la flecha amarilla) en un paciente masculino de 26 años de edad. Hay un cálculo en el polo inferior del riñón (la flecha roja más alta) y otra en el uréter al lado del catéter (flecha roja inferior).

La mayoría de las veces se debe a un cálculo. Si el cálculo se encuentra en la pelvis renal no suele dar síntomas, aunque sea muy grande, pero la fricción con la pared pélvica a menudo da lugar a pequeñas pérdidas de sangre, demostrado por microhematuria o, más raramente, con episodios de dolor cólico sin macrohematuria. Si el cálculo ha comprometido a uno de los uréteres, normalmente le acompaña el típico dolor del cólico renal y esto puede estar asociado con micro o macrohematuria por lesiones en la pared ureteral causadas por el desgarro del cálculo. Si el cálculo obstruye el uréter completo, deja de fluir la orina desde el riñón bloqueado. Esta condición, a veces insidiosa, puede destacarse con una ecografía renal, por lo general es necesario para completar la investigación con una urografía o una tomografía. Aunque mucho más raro, se debe siempre descartar un cáncer en la pelvis, incluyendo uretral.
Otras causas urológicas postrenales incluyen:
- Tumores de uréter/vejiga
- Adenoma prostático y cuerpos extraños.

Hematológicas
- Coagulopatías[9] como la enfermedad de Von Willebrand
- Tratamientos anticoagulantes

### Causas vesicales
La mayoría de las hematurias proceden de la vejiga, especialmente en las mujeres y los ancianos. Debido a que la hematuria procedente de la vejiga puede conducir a la formación de coágulos eliminados durante la micción, la hematuria con coágulos orienta al diagnóstico de un sangrado vesical.
La cistitis es la causa de sangrado de la vejiga más frecuente, por lo general debido a la infección bacteriana, especialmente en las mujeres de todas las edades. Sin embargo, hay otras causas de cistitis, y entre las más importantes figura el síndrome de la cistitis intersticial, las causadas por drogas y la radiación. La hematuria por cistitis puede estar asociada a dolor y dificultad para orinar, frecuencia urinaria (que es la urgencia frecuente para orinar pequeños volúmenes de orina) y, a veces, la incontinencia urinaria. El diagnóstico es un examen de orina que permite el cultivo de un organismo y la terapia antibiótica específica.
Le sigue en frecuencia la presencia de neoplasias de la vejiga, pólipos o papiloma benignos o malignos. Su frecuencia aumenta con la edad y es mayor en los hombres. El diagnóstico es la ecografía vesical, seguida por lo general por una cistoscopia y también una biopsia, que permite un diagnóstico más definido del tipo de lesión.
Los cálculos vesicales más raros suelen ser clásicos en pacientes que no vacían bien la vejiga por hipertrofia prostática o daño neurológico. Un cálculo incrustado en la vejiga puede aumentar significativamente el sangrado y dar lugar a lesiones en las paredes. Una vez más, el diagnóstico se realiza con la ecografía vesical. Posteriormente una cistoscopia permite la eliminación del cálculo.

### Hematuria prostática
El sangrado de la próstata puede ser debido a una prostatitis, hipertrofia benigna de próstata y cánceres de próstata. En el primer caso se asocia con dolor o sensación de peso en la pelvis. El diagnóstico es con la exploración rectal y la ecografía, que además de la técnica tradicional transabdominal para su ulterior estudio y el diagnóstico se puede realizar con sondas especiales rectales.

### Hematuria uretral
El sangrado de la uretra es causado por uretritis o estenosis uretral y es casi exclusivamente masculino. Son muy raros los tumores de la uretra. El diagnóstico se plantea con una uretrografia, que es una radiografía de la uretra con medio de contraste inyectado con antelación en la vejiga.

### Hematuria del ejercicio
Ocasionalmente se reporta la presencia de microhematuria después de hacer ejercicio y es totalmente benigna. Las causas no son totalmente conocidas. En algunos casos, como cuando se produce después de correr o montar en bicicleta, puede ser debido a los repetidos traumatismos a los riñones (hematuria traumática) o de la vejiga. Pero también puede ocurrir después de eventos deportivos no traumáticos, como después de nadar. El examen de orina muestra células bien conservadas. La condición se corrige espontáneamente después de unos pocos días.[cita requerida]
En el caso de macrohematuria se deben excluir otras causas de la hematuria y, sobre todo, es importante para confirmar con un análisis de orina de que el color rojo de la orina se debe a la excreción de glóbulos rojos y no a una hemoglobinuria debida a lesiones musculares o la falta de enzimas musculares.

### Hematuria por fármacos
Algunos medicamentos pueden causar hematuria para por ejemplo: cefalosporinas, la penicilina, fenitoína, antiinflamatorios no hormonales, ciclofosfamida y anticoagulantes.
Otros medicamentos son capaces de causar una coloración que simula la hematuria, por ejemplo: antineoplásicos, antimaláricos, deferoxamina, fenolftaleína, la levodopa y la metildopa, nitrofurantoína, fenitoína, rifampicina y el sulfametoxazol.

## Diagnóstico

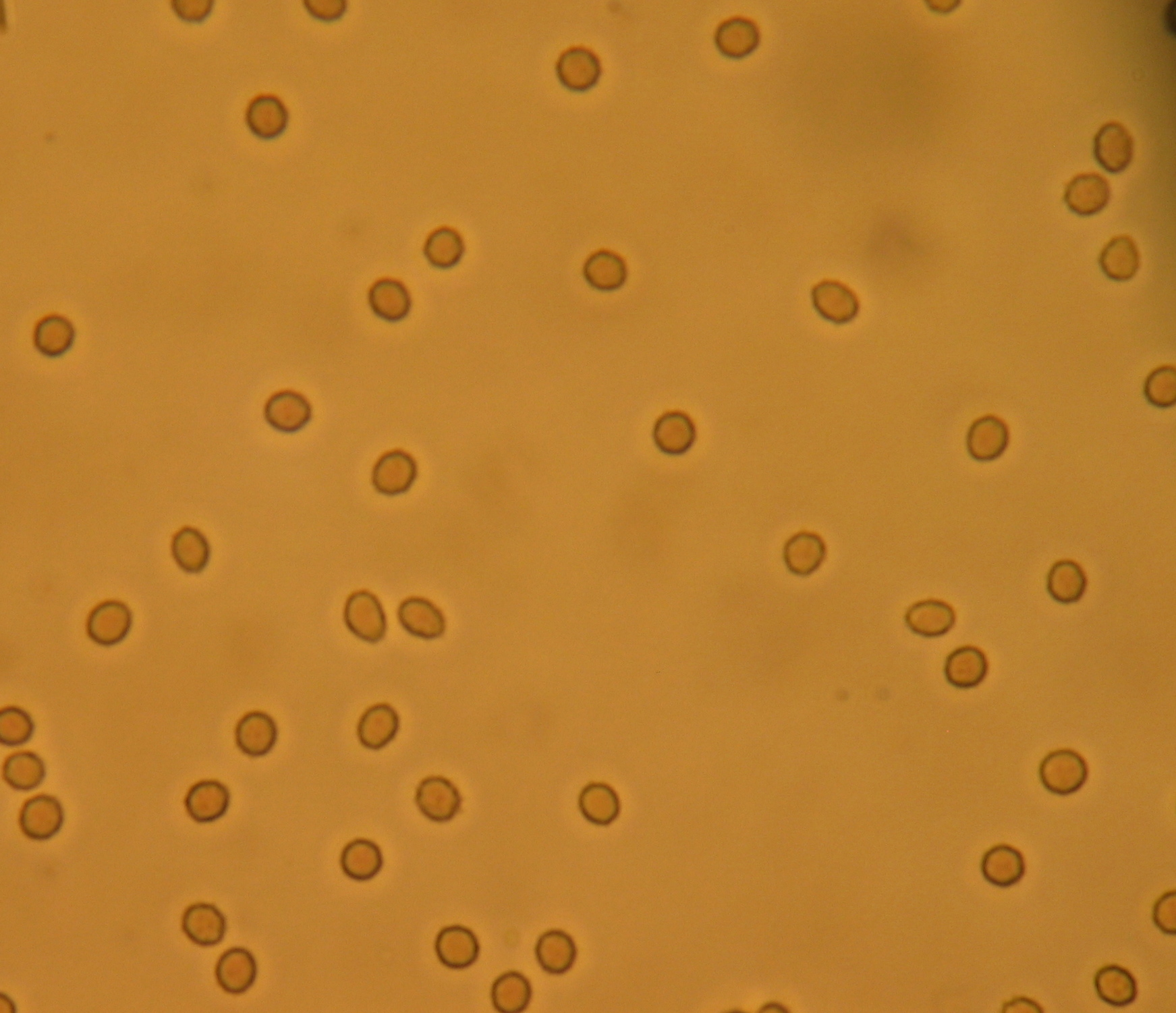
Glóbulos rojos vistos bajo el microscopio en una muestra de orina con hematuria microscópica.

Dado que la hematuria puede ser intermitente, incluso un solo episodio documentado debe ser considerado significativo y debe dársele una evaluación completa. La parte superior del tracto, que incluye el riñón y uréter, suelen ser evaluados con un pielograma intravenoso, la tomografía computarizada (TAC) o un pielograma retrógrado. La TAC se debe realizar con contraste intravenoso e incluyen tomas de imágenes una vez que el contraste ha llenado el sistema colector del tracto superior. El tracto inferior, que incluye la vejiga y la uretra, suele ser evaluado por cistoscopia.
La presencia de hematuria obliga siempre a investigar las causas por las posibilidades evidentes de compromisos sistémicos y posteriores consecuencias nefro-urológicas. Cuando la hematuria se asocia con el ejercicio, por lo general se produce después de la actividad física más intensa y desaparece en cuarenta y ocho horas.
La historia reciente de una infección de las vías respiratorias superiores, el uso de drogas o medicamentos y los datos epidemiológicos relacionado, por ejemplo, a la tuberculosis y esquistosomiasis.
El diagnóstico de hematuria debe hacerse por examen del sedimento de la orina, centrifugando la muestra recogida de inmediato después de la micción matutina. Normalmente, no se observan más de 2 hematíes por campo microscópico (a gran aumento).
El médico evaluará el tipo de hemorragia, que es al principio o al final de la micción. La prueba de los 3 vasos de Guyon tiende a evaluar con exactitud ese fenómeno: El paciente orina en tres vasos durante la misma micción.
a) Si la sangre aparece sobre todo en el primer vaso y no en los restantes, el sangrado viene de la uretra o la próstata;
b) Si la sangre aparece fundamentalmente en el tercer vaso, es decir, al final de la micción, viene de la vejiga;
c) Si la coloración sanguínea es la misma en los tres vasos, es de origen renal.
El color de la orina también es importante, si el sangrado es marrón, por ejemplo, el sangrado es en la vía urinaria alta. La presencia de coágulos suele indicar lesiones extra-glomerulares.
Los datos de laboratorio más relevantes son: urea y creatinina en sangre, hemograma, estudios de la coagulación y cultivo de orina. Otras pruebas de laboratorio incluyen los niveles de urea y calcio en muestras tomadas a lo largo de 24 horas.
Tanto la ecografía y la urografía intravenosa orientan de forma casi inequívoca hacia la etiología del proceso que ha ocasionado la hematuria. La tomografía está indicada en función de los resultados de la ecogafía y la urografía, siendo la modalidad preferida para la detección y caracterización de masas renales, cálculos e infecciones renales. En pacientes alérgicos al yodo o con fallo renal, se suele indicar una resonancia magnética. La biopsia renal se reserva cuando se sospecha una enfermedad del parénquima renal. Por ejemplo, una biopsia del riñón se debe realizar cuando existe proteinuria grave o persistente asociada a la hematuria o una hematuria macroscópica durante más de tres semanas, un deterioro de la función renal, una sospecha de Lupus nefrítico o una hematuria macroscópica recurrente.

### Diagnóstico diferencial
El diagnóstico diferencial de la hematuria incluye neoplasias, infecciones, cálculos renales y traumatismos. Los tumores malignos del riñón y de la vejiga cursan clásicamente con hematuria sin dolor. Se debe sospechar una neoplasia maligna en todo paciente que curse con hematuria indolora hasta que se demuestre lo contrario. Las infecciones que afectan a la vejiga o la uretra generalmente se asocian a síntomas dolorosos al orinar. La pielonefritis es un diagnóstico fundamentalmente clínico basado en síntomas irritativos durante la micción, fiebre y dolor en el flanco del lado afectado. Los cálculos renales se asocian con dolor tipo cólico. La localización del dolor depende del grado de obstrucción por la piedra. Una obstrucción en la intersección ureteropélvica causa dolor en el flanco, mientras que una obstrucción en la parte inferior de la uretera puede producir dolor cólico que se refiere hasta la parte inferior del abdomen o la ingle.
Otras causas de hematuria macroscópica, es decir, sangre visible en la orina, son los siguientes: 
- Hematuria familiar benigna.
- Esquistosomiasis urinaria (causada porSchistosoma haematobium) —una de las principales causas de la hematuria en muchos países de África y Oriente Medio—.
- El carcinoma renal —de vez en cuando se presenta con hemorragia—.
- Hemoglobinuria paroxística nocturna —una enfermedad rara en la que la hemoglobina proveniente de hematíes hemolisados pasa a la orina—.
- La infección del tracto urinario con algunas especies bacterianas incluidas las cepas de la EPEC y Staphylococcus saprophyticus.
- Células falciformes pueden producir hematuria en un pequeño número de pacientes con esta enfermedad.
- Malformación arteriovenosa de los riñones —raro, pero puede impresionar como carcinoma renal en exploraciones, ya que ambos son altamente vasculares—.
- El síndrome nefrítico —una condición asociada con infecciones posestreptocócicas y avanza rápidamente a una glomerulonefritis—.
- La necrosis fibrinoide de los glomérulos, como consecuencia de la hipertensión maligna
- Obstrucción de la unión pelvicorrenal (UPJ) es una enfermedad poco frecuente del nacimiento, en la que el uréter se encuentra bloqueado entre el riñón y la vejiga. Esta condición puede causar sangre en la orina.[13]
- Ejercicio muy prolongado, especialmente de largas distancias a caballo.[14]